# Marcus Buckingham
Marcus Buckingham es un escritor, investigador, orador motivacional y consultor de negocios británico-estadounidense. Basa la mayor parte de su obra en extensas encuestas a los trabajadores de países de todo el mundo. Promueve la idea de que la gente obtiene los mejores resultados al sacar el máximo provecho de sus fortalezas, en lugar de poner demasiado énfasis en las carencias o deficiencias percibidas.

## Formación e inicios profesionales
Marcus Buckingham se graduó en la Universidad de Cambridge y tiene un máster en Ciencias Políticas. Mientras estudiaba en Cambridge, fue reclutado por el profesor de Psicología de la Educación Donald O. Clifton, fundador de Selection Research, Incorporated (SRI). Clifton había cofundado SRI para desarrollar entrevistas que permitan a las empresas identificar los talentos en los individuos, con el fin de que cada trabajador ocupe el puesto correcto.
SRI compró The Gallup Organization en 1988, y adquirió el nombre de Gallup. Dentro de Gallup, Buckingham trabajaba en un equipo cuyo objetivo era medir una amplia gama de factores que contribuyen al compromiso de los empleados. Sobre la base de encuestas y entrevistas con miles de directivos, Buckingham publicó (con Curt Coffman como coautor) Primero, rompa todas las reglas (Simon and Schuster, 1999). El libro describe a "los más grandes gestores del mundo de manera diferente". El libro se convirtió en un éxito de ventas y han sido impresas más de un millón de copias. También fue elegido por Jack Covert y Todd Sattersten como uno de "Los 100 Mejores Libros de Empresa de todos los tiempos".
Además de ese libro, también ha publicado Now, Discover Your Strengths; The One Thing You Need to Know; Go Put Your Strengths to Work; The Truth About You; y Find Your Strongest Life.

## Su empresa
En 2006, Buckingham creó su empresa, The Marcus Buckingham Company (TMBC), para crear programas de formación de gestión y herramientas dedicadas a la promoción de las fortalezas. La empresa lanzó una serie de cortometrajes, en conjunción con su libro Go Put Your Strengths to Work. El más famoso fue Trombone Player Wanted, que expone los principios básicos de las fortalezas a través de una serie de viñetas sobre un joven que quiere cambiar el trombón por el tambor. En conjunto, el libro y la serie de películas se convirtieron en la base de un taller que llamó Simply Strengths, que se centra en ayudar a las personas a identificar y aprovechar sus puntos fuertes. 
Otro taller, Strong Manager, tiene como objetivo ayudar a los altos mandos a aprender The 4 Demands of Management y aplicar los principios de las fortalezas en la gestión de sus empleados. En 2010, TMBC también creó el taller titulado Strengths Essentials, que pretende ser una solución para las personas y empresas que deseen ofrecer sus propios talleres orientados a identificar las fortalezas.

## Apariciones televisivas
Además de la serie de cortometrajes, Buckingham ha hecho numerosas apariciones en televisión en programas como "The View," "I Want to Work for Diddy," "The Oprah Winfrey Show," "Good Morning America," "The Today Show," "Larry King Live," and "The Dave Ramsey Show."